# Fancy Meeting You Here
Fancy Meeting You Here – album studyjny autorstwa Binga Crosby’ego i Rosemary Clooney wydany przez RCA Victor w 1958 roku. Album zaaranżował Billy May, który również dyrygował orkiestrą.
Album został wydany na płytę CD w 2001 roku.

## Lista utworów
| Tytuł                                           | Długość |
| ----------------------------------------------- | ------- |
| „Fancy Meeting You Here”                        | 2:31    |
| „(I’d Like to Get You on a) Slow Boat to China” | 2:40    |
| „I Can’t Get Started”                           | 3:50    |
| „Hindustan”                                     | 2:53    |
| „It Happened in Monterey”                       | 2:44    |
| „You Came a Long Way from St. Louis”            | 3:07    |
| „Love Won’t Let You Get Away”                   | 2:03    |

| Tytuł                                       | Długość |
| ------------------------------------------- | ------- |
| „How About You?”                            | 3:14    |
| „Brazil”                                    | 3:31    |
| „Isle of Capri”                             | 2:40    |
| „Say ‘Si Si’ (Para Vigo Me Voy)”            | 2:22    |
| „Calcutta”                                  | 2:55    |
| „Love Won’t Let You Get Away” (powtórzenie) | 3:41    |

## Twórcy
- Bing Crosby – wokal
- Rosemary Clooney – wokal
- Billy May – aranżer, dyrygent
- Simon Rady – producent